# Torneo (revista)
Torneo fue una revista de actualidad de ámbito andaluz publicada en Sevilla entre 1976 y 1977, dirigida por Federico Villagrán, el también director durante una época de El Correo de Andalucía. En ella colaboraron firmas como las de Isidoro Moreno Navarro, Tomás Iglesias y Manuel Ramón Alarcón, personalidades ligadas al Partido del Trabajo de España o Acción Comunista, o la de José Rodríguez de la Borbolla, futuro presidente del Consejo de Gobierno de la Junta de Andalucía. Se trata de una revista de orientación izquierdista, aunque no estuvo relacionada con ningún partido en particular. En ella se trataron temas relacionados con la conflictividad del campo andaluz. Su sede y talleres fueron asaltados por razones nunca clarificadas.